# Єкатеринбурзький метрополітен
Єкатеринбу́рзький метрополіте́н, до 1992 р. — Свердло́вський метрополіте́н, (рос. Екатеринбургский метрополитен) — система ліній метрополітену в місті Єкатеринбург (Росія). Остання система метрополітену, яка була відкрита в СРСР, а також однією з перших на Уралі найбільш завантажених у Росії, за об'ємом пасажирів займає 4-те місце, поступаючись лише московському, санкт-петербурзькому та новосибірському метрополітенам.
Метрополітен має значну частку у міських пасажирських перевезеннях, яка наразі складає 12 %. У метрополітені встановлено 25 ескалаторів. Поїзди курсують у складі 4 вагонів, проте платформи розраховані на приймання п'ятивагонних поїздів.
Усі станції метрополітену покриті мережею п'яти операторів стільникового зв'язку, що працюють у Єкатеринбурзі: «МОТИВ», «МТС», «Білайн», «Мегафон» та «Утел».

## Історія
Плани з будівництва метро в місті з'явилися наприкінці 1970-х років. Техніко-економічне обґрунтування (ТЕО) першої черги Свердловського метрополітену було виконано інститутом «Харківметропроєкт» (Харків, Україна). Робочий проєкт першої черги і ТЕО наступних черг розроблялися місцевим інститутом «Уралгіпротранс». У створенні архітектурного вигляду станцій також брали участь фахівці інших проектних організацій міста. Назви станцій в ході проектування і будівництва неодноразово змінювалися слідом за соціально-політичними змінами в країні.
Спорудження метро розпочалося у серпні 1980 року. Перший ківш ґрунту був вийнятий на будівництві вертикального шахтного ствола нинішньої станції «Уральська». Нерівний рельєф міста, а також щільна забудова в центрі призвели до комбінування станцій глибокого і мілкого закладення. Спочатку перші станції метро планувалося відкрити в 1987 році, пізніше пуск був пересунутий на 1989 рік, але й цей термін був перенесений.
26 квітня 1991 року відбувся урочистий мітинг з нагоди відкриття 6-го метрополітену Росії та 13-го (останнього) метрополітену в Радянського Союзу. Однак офіційною датою відкриття вважається 27 квітня, коли о 06:00 розпочався регулярний рух поїздів. На першій пусковій ділянці було лише три станції. Зважаючи на відсутність на цій ділянці камер з'їзду для обороту составів, поїзди рухалися «човниковим» способом. Впродовж  багато років вважався найкоротшим метрополітеном. У перші роки після відкриття навіть потрапив до Книги рекордів Гіннеса, так як було відкрито лише  три станції. В період економічних реформ будівництво сповільнилося. В середині 1990-х років споруджено нові ділянки, які дозволили подвоїти протяжність лінії (станції «Уральська», «Динамо» та «Площа 1905 року»), станція «Геологічна» була відкрита у 2002 році. Станція «Ботанічна» — урочисто відкрита тодішнім Президентом РФ Дмитром Медведєвим у 2011 році.
Єкатеринбурзький метрополітен немає імені, але декілька варіантів іменування все ж розглядалося (найпопулярніші варіанти — «…Єкатеринбурзький метрополітен імені Павла Бажова» та «…Єкатеринбурзький метрополітен імені Бориса Єльцина»).
Передбачалося відкрити понад 40 станцій, а три лінії повинні були сформувати в центрі міста  транспортний трикутник, сполучивши Південно-Захід, Піонерку та Шарташ, але ці плани не були здійснені.

### Очільники метрополітену
- Тітов Іван Олександрович (1991 — 2 березня 2011)[5]
- Шафрай Володимир Володимирович — (з 4 березня 2011)[6]

## Лінії та станції

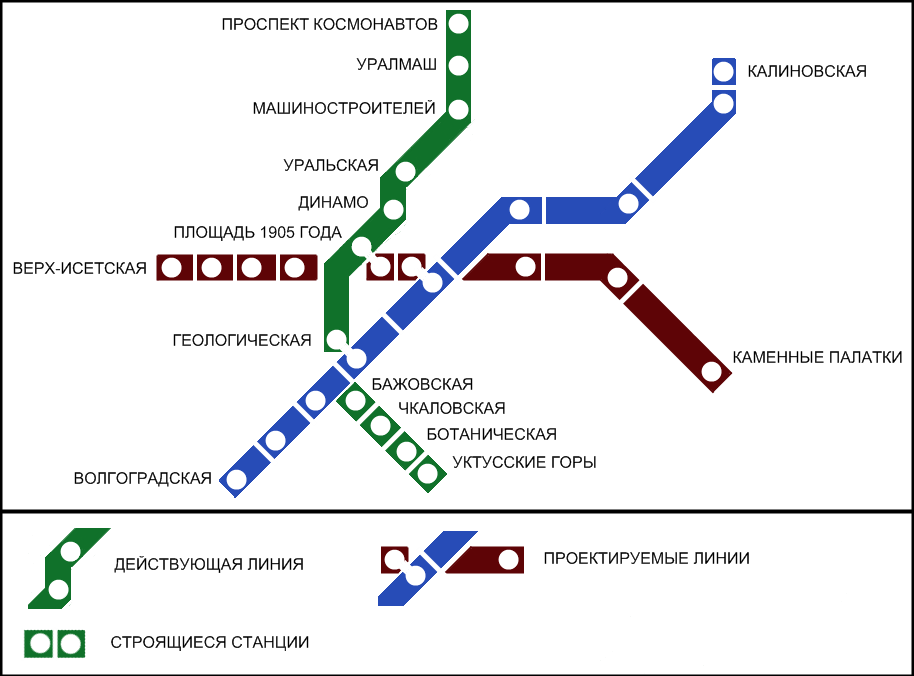
Проєктна схема Єкатеринбурзького метрополітену

На діючій першій лінії завдовжки 13,8 км розташовано дев'ять станцій. Довжина платформ всіх діючих станцій розраховані на прийом 5-вагонних потягів. Як і у всіх колишніх радянських метрополітенах, станції багаті обробкою і прикрасами (хоча гості міста відзначають, що Єкатеринбурзький метрополітен недостатньо добре освітлений на станціях — це викликано заходами економії з боку керівництва метрополітену).
Метрополітен обслуговується депо «Калинівське», рухомий склад (вагони типу 81-717.5/714.5) формується з 62-х вагонів по 4 вагони у поїзді. Річний пасажиропотік у 2011 році складав 38,3 млн, у 2024 році — 48,54 млн пасажирів.

### Хронологія відкриття станцій
| Участок                                        | Дата відкриття    |
| ---------------------------------------------- | ----------------- |
| «Проспект Космонавтів» — «Машинобудівників»    | 27 квітня 1991    |
| «Машинобудівників» — «Уральська»               | 22 грудня 1992    |
| «Уральська» — «Площа 1905 року»                | 22 грудня 1994    |
| «Площа 1905 року» — «Геологічна»               | 30 грудня 2002    |
| «Геологічна» — «Ботанічна» (без «Чкаловської») | 28 листопада 2011 |
| «Чкаловська»                                   | 28 липня 2012     |

### Перша лінія

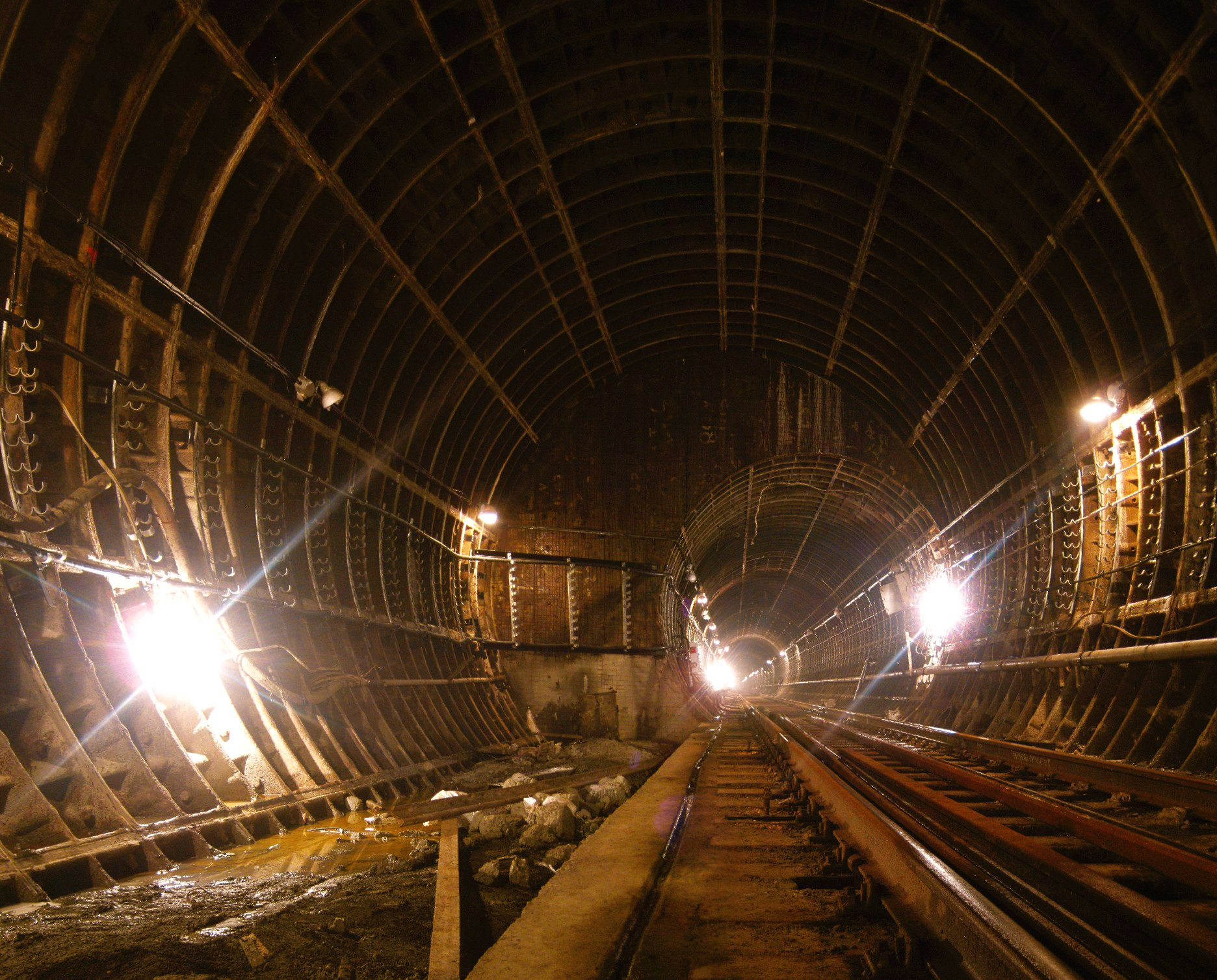
Заділ під станцію «Бажовська»

Завершується будівництво останньої пускової ділянки (завдовжки 4,28 км, експлуатаційна довжина 4,19 км) — станції «Чкаловська» і «Ботанічна». Терміни введення ділянки в експлуатацію багаторазово переносилися через труднощі з фінансуванням з федерального та обласного бюджетів. Планувалося, що обидві ці станції будуть відкриті одночасно, але у вересні-жовтні 2011 року стало зрозуміло, що «Чкаловська» буде відкрита пізніше через недопостачання заводом «ЕЛЕС» частин ескалаторів. В результаті, станція «Ботанічна» була відкрита 28 листопада 2011 року — спеціально до візиту Дмитра Медведєва, а станція «Чкаловська» відкрита 28 липня 2012 року.
Після відкриття «Чкаловської» протяжність лінії з 9 станціями складе 13,8 км, передбачається збільшення пасажиропотоку до 65 млн пасажирів на рік, що на 70 % більше поточного пасажиропотоку.
Крім відкриття на гілці двох станцій «Ботанічної» та «Чкаловської», зроблений заділ під станцію «Бажовська» (яка повинна знаходитися між станціями «Геологічна» та «Чкаловська»). Її будівництво відкладено на невизначений термін. Крім того, є плани продовження першої лінії на південь до житлового району Уктус (станція «Уктуські гори») та продовження на північ у район Ельмаша (станція метро «Бакинських Комісарів»). 28 листопада 2011 року президент РФ Дмитро Мєдвєдєв брав участь в урочистому відкритті станції «Ботанічна».

#### Друга лінія
Передбачалося що будівництво другої лінії буде вестися у напрямку із заходу на схід Єкатеринбурга. Остаточно її довжина і кількість станцій постійно переглядаються, за даними на червень 2011 року, планувалася лінія від станції «Верх-Ісетська» до станції «Сині камені». Першою пусковою ділянкою планувалася ділянка завдовжки 4,5 км (9 км в одноколійному обчисленні), що має у своєму складі чотири станції: «Металургійна», «Татіщевська», «Уральських комунарів», «Площа 1905 року»). Всі вони, крім «Площі 1905 року», мали будуватися відкритим способом (тобто в котловані). Проходка тунелепрохідницьким комплексом розпочнеться з району «ВІЗ-Правобережний» у бік «Площі 1905 року». Для будівництва планується залучити новий гірничопрохідницький комплекс і відмовитися від комплексу «ВІРТ», яким використовувався раніше.
Відповідно до заяв сіті-менеджера Єкатеринбурга Олександра Якоба і заступник глави адміністрації міста Володимира Крицького, першу пускову ділянку (ВІЗ — центр) планувалося запустити до 2018 року (тобто за 5-6 років).
Станції «Татіщевська» та «Уральських комунарів» будуть знаходитися поблизу Центрального стадіону, який буде місцем проведення матчів Чемпіонату світу з футболу 2018 року. У районі станції «Татіщевська» планується вузол пересадки на швидкісний трамвай в напрямку районів «Академічний» та «Сортировка».
Наразі не визначено, яка із станцій стане пересадковою на проєктовану третю лінію — «Театральна» або «Східна». Однак на нових схемах станція пересадки — «Східна».
Станом на 2012 рік обласний бюджет надавав 1,6 млрд рублів на другу лінію, тоді лінію з таким обсягом фінансуванням побудують за 56 років, станція метро Кам'яні намети відкриється у 2067 році. Пізніші публікації повідомляють, що ці гроші підуть на доробку першої лінії. У квітні 2018 року ніяких робіт по спорудженню другої лінії не ведеться. Можливою датою відкриття початкової ділянки тепер називають 2025 рік.

### Третя лінія
На далеку перспективу запланована також третя лінія з південного заходу на північний схід міста.

### Перспективи
Генеральним проєктом метрополітену передбачена мережа з трьох ліній, які формують в центрі міста трикутник. На лініях передбачається 32 станції.

## Оплата проїзду
Вартість поїздки після відкриття в 1991 році становила 15 копійок. Плата за проїзд щорічно підвищувалася і у 2010 році досягла 18 рублів з урахуванням деномінації. Спочатку вхідні турнікети були налаштовані на прийом монет номіналом 5 і 15 копійок, але після лібералізації цін оплата стала здійснюватися за допомогою жетонів московського метрополітену, які раніше були виведені з обігу в Москві і придбані у касах метрополітену. У 2009 році на додаток до жетонів стала використовуватися система оплати проїзду з використанням електронних карт «ЕКАРТА».
З 15 січня 2017 року вартість проїзду в Єкатеринбурзькій підземці дорівнює 28 рублям. З 1 грудня 2009 року в Єкатеринбурзькому метрополітені введена система оплати проїзду за допомогою електронних карт «ЕКАРТА», при цьому жетони у метрополітені як і раніше використовуються. «ЕКАРТА» дозволяє застосовувати «звичайні» тарифні плани для громадян, а також соціальні тарифні плани для студентів, учнів, пенсіонерів, інвалідів та інших пільговиків.

## Галерея

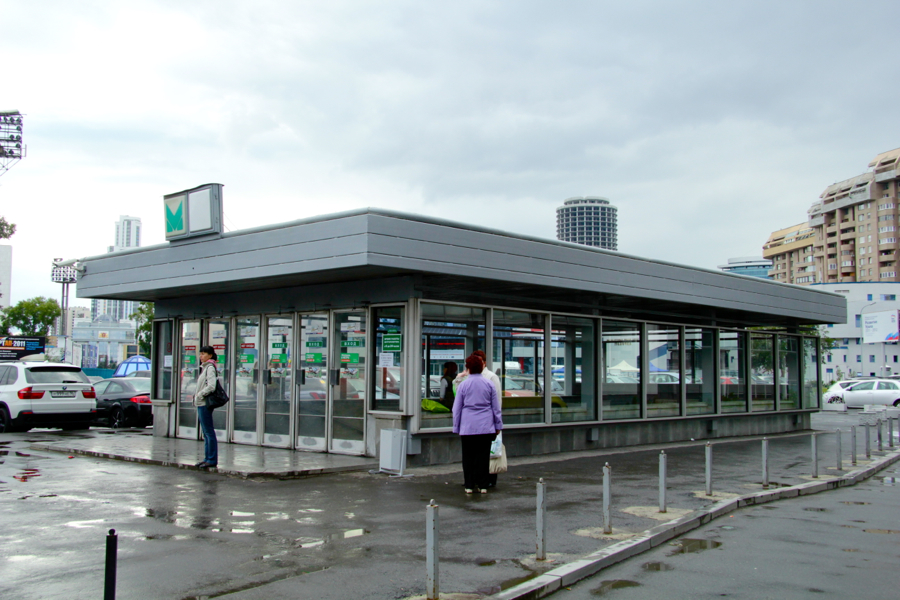
Вихід зі станції «Динамо»
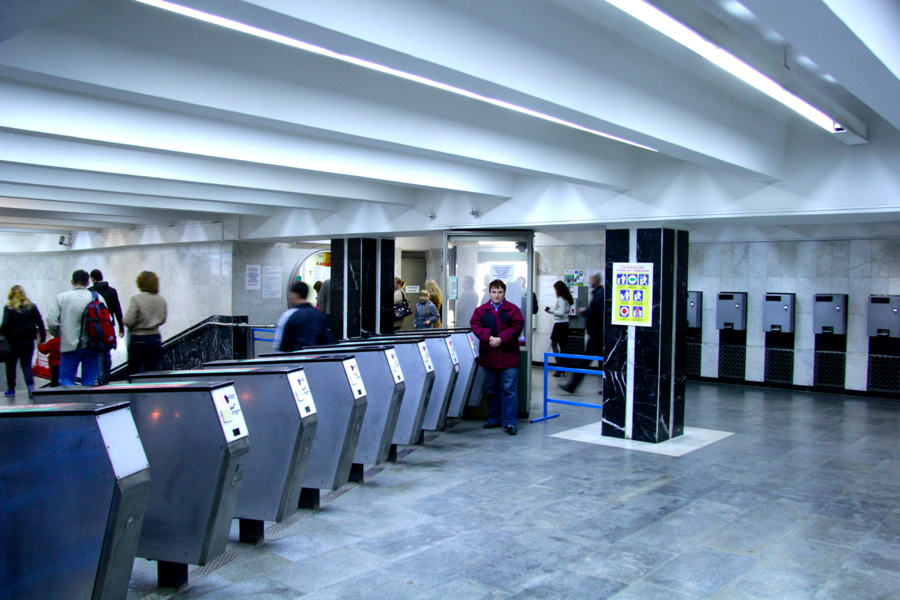
Турнікети на станції «Проспект Космонавтів»
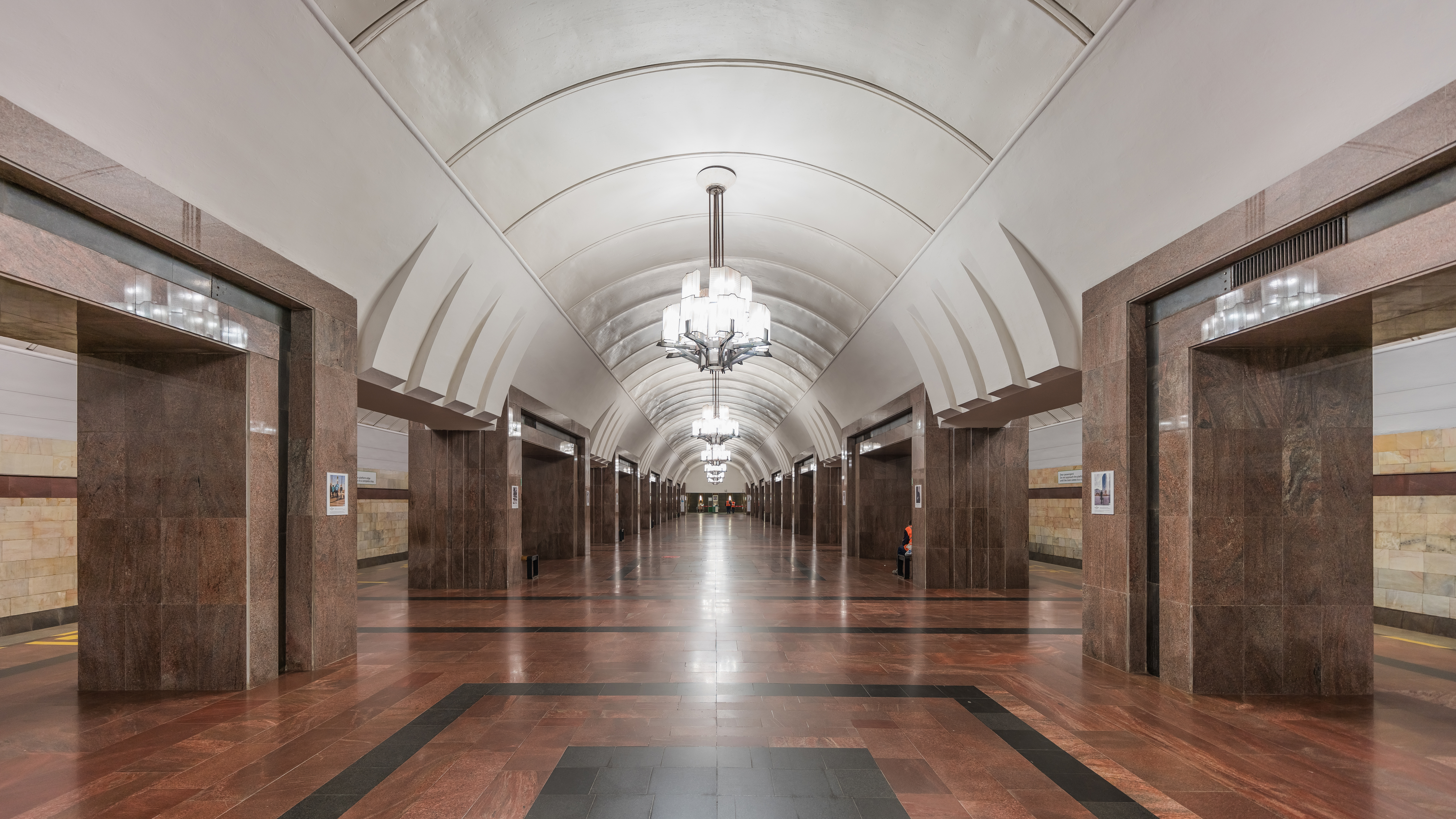
Платформа станції «Площа 1905 року»
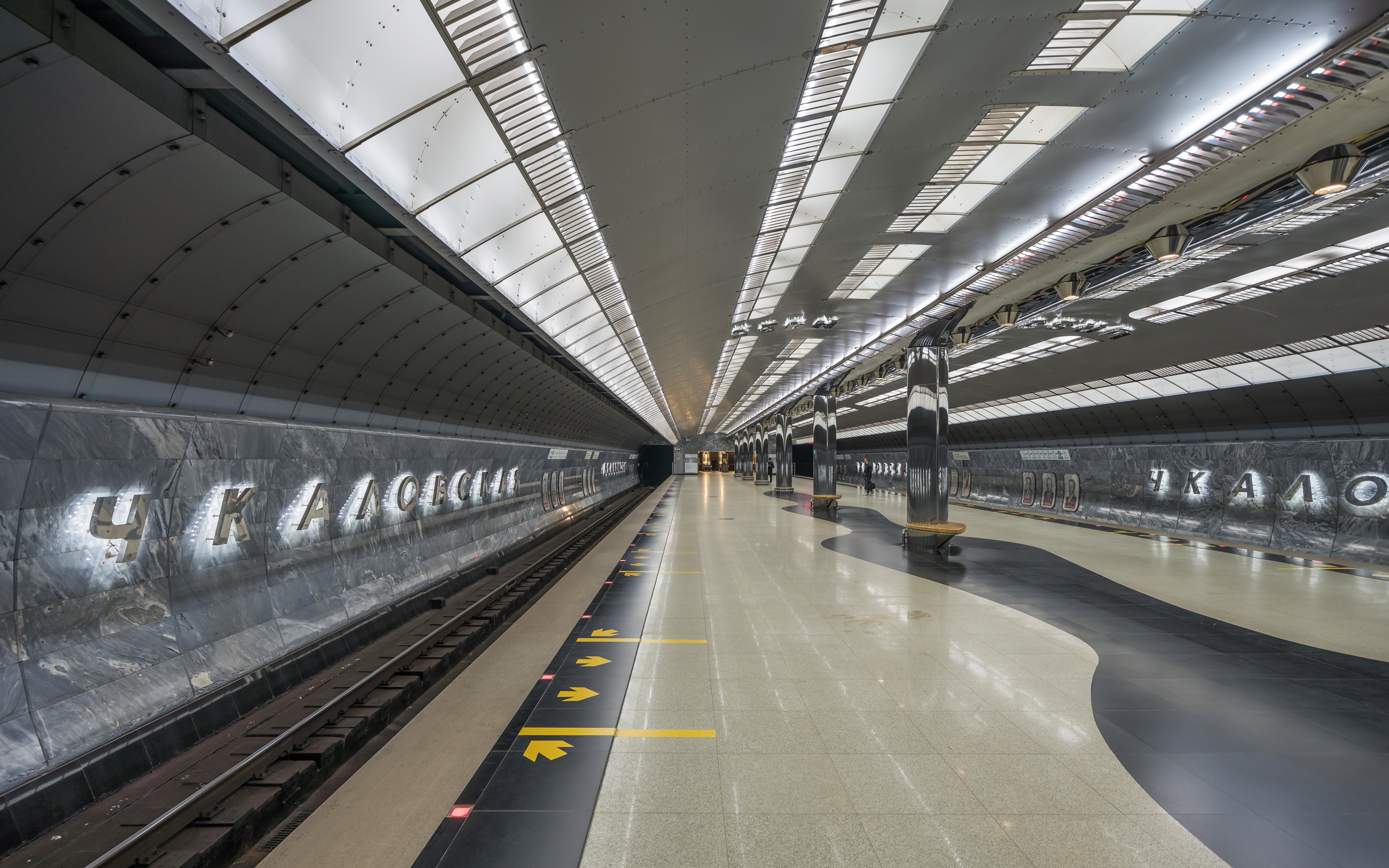
Платформа станції «Чкаловська»